# Santacara
Santacara (en basque Santakara) est une ville et une commune de la Communauté forale de Navarre (Espagne).
Elle est située dans la zone non bascophone de la province et à 58 km de sa capitale, Pampelune. Le castillan est la seule langue officielle alors que le basque n’a pas de statut officiel.

## Géographie
Santacara se trouve dans la zone médiane de Navarre, sur la lagune de Pitillas et au nord du village de Mélida.

## Localités limitrophes
Pitillas, Murillo el Cuende, Mélida, Caparroso, Murillo el Fruto et Carcastillo.

## Démographie
| Évolution démographique                                   | Évolution démographique | Évolution démographique | Évolution démographique | Évolution démographique | Évolution démographique | Évolution démographique | Évolution démographique | Évolution démographique | Évolution démographique | Évolution démographique |
| 1996                                                      | 1998                    | 1999                    | 2000                    | 2001                    | 2002                    | 2003                    | 2004                    | 2005                    | 2006                    | 2007                    |
| --------------------------------------------------------- | ----------------------- | ----------------------- | ----------------------- | ----------------------- | ----------------------- | ----------------------- | ----------------------- | ----------------------- | ----------------------- | ----------------------- |
| 1 049                                                     | 1 048                   | 1 039                   | 1 050                   | 1 051                   | 1 057                   | 1 028                   | 1 023                   | 1 009                   | 1 005                   | 977                     |
| Sources: Santacara et instituto de estadística de navarra |                         |                         |                         |                         |                         |                         |                         |                         |                         |                         |

## Patrimoine

### Patrimoine civil
Il ne reste qu'une tour, en ruines. Tout au long des ans on s'est servi des blocs de pierre pour la construction de maisons d'habitation provoquant ainsi son état de délabrement actuel, lamentable.
Elle est aujourd'hui sous la protection d'une déclaration générique du décret du 22 avril 1949 et la loi 16/1985 sur le patrimoine historique espagnol.

### Sources
- (es) Cet article est partiellement ou en totalité issu de l’article de Wikipédia en espagnol intitulé « Santacara » (voir la liste des auteurs).